# Leopold de Borbó-Dues Sicílies (príncep de Salern)
Leopold de Borbó-Dues Sicílies, príncep de Salern (Nàpols 1790 - 1851). Príncep de les Dues Sicílies amb el tractament d'altesa reial al qual se li concedí el títol de príncep de Salern. Leopold fou l'únic fill del rei Ferran I de les Dues Sicílies que no arribà a cap tron europeu, mantenint sempre una vida tranquil·la a Nàpols.
Nat el 2 de juliol de 1790 a Nàpols, capital del Regne de les Dues Sicílies, essent fill del rei Ferran I de les Dues Sicílies i de l'arxiduquessa Maria Carolina d'Àustria. Net per via paterna del rei Carles III d'Espanya i de la princesa Maria Amàlia de Saxònia ho era per via materna de l'emperador Francesc I, emperador romanogermànic i de l'arxiduquessa Maria Teresa I d'Àustria.

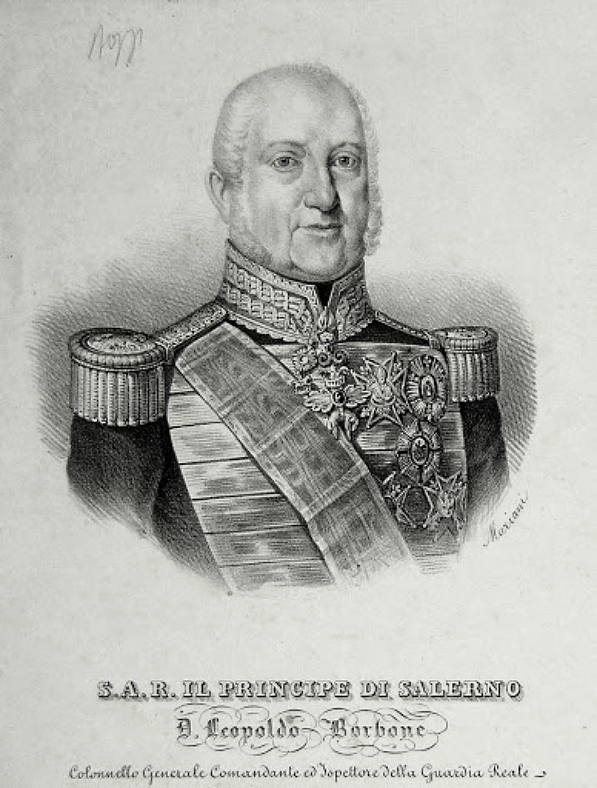
El príncep Leopold de Borbó-Dues Sicílies, príncep de Salern.

Fou honrat amb el títol de príncep de Salern, títol del Regne de les Dues Sicílies, d'origen medieval. El 28 de juliol de 1816 es casà al Palau del Schönbrunn a l'edat de 26 anys amb l'arxiduquessa Maria Clementina d'Àustria, filla de l'emperador Francesc I d'Àustria i de la princesa Maria Teresa de Borbó-Dues Sicílies. La parella establerta entre Nàpols i Viena tingué dos fills:
- SAR la princesa Maria Carolina de Borbó-Dues Sicílies, nada a Viena el 1822 i morta a Twickenham el 1869. Es casà amb el príncep Enric d'Orleans.

- SAR el príncep Lluís de Borbó-Dues Sicílies, nat a Viena el 1824 i mort el 1824.

Leopold participà l'any 1809, a l'edat de 19 anys, a un intent fracassat de recuperar la part continental del Regne de les Dues Sicílies ocupat pels francesos des de l'any 1806. L'expedició únicament pogué ocupar l'illot d'Ischia sense que hi haguessin majors resultats.
El príncep de Salern morí el 10 de març de 1851 als 61 anys a Nàpols.